# عيد الشهداء
عيد الشهداء هي مناسبة وطنية يحتفل بها في السادس من أيار من كل عام في كل من سوريا ولبنان، وسبب اختيار التاريخ هي أحكام الإعدام التي نفذتها السلطات العثمانية بحق عدد من الوطنيين السوريين واللبنانيين في كل من بيروت ودمشق إبان نهاية الحرب العالمية الأولى ما بين فترة 21 أب 1915 وأوائل 1917. واختير يوم 6 أيار إذ أن عدد الشهداء الذين أعدموا في هذا اليوم من عام 1916 هو الأكبر عددا.

## حرب السفربرلك
في عام 1915 قاد جمال باشا الجيش الرابع التركي لعبور قناة السويس واسترجاع مصر من الاحتلال البريطاني. وهو ما سمي بحرب السفربرلك أو حملة ترعة السويس الأولى. وفي ليل 2 فبراير/شباط 1915 اخترق صحراء سيناء التي كانت حينها تفتقر لطرق المواصلات فكانت القوات العثمانية تصل إلى القناة منهوكة القوى لتحصدها البوارج البريطانية الموجودة في القناة أو القوات البريطانية التي تتحصن على الضفة الغربية للقناة بمدافعها ورشاشاتها ومع أن بعض السرايا القليلة استطاعت اجتياز القناة إلا أن الهجوم فشل فشلا ذريعا ولم ينج من الجيش الرابع إلا القليل.
كان للفشل الذريع لهذه الحملة ومسؤولية جمال باشا المباشرة عن ذلك الفشل، وهو الحاكم العسكري المطلق على سوريا، أن يصبح عصبي المزاج بشكل دائم، حاد الطباع، وصب جام غضبه على القيادات العربية العسكرية والمدنية التي حملها مسؤولية إخفاقه، فعمل على استبدال الكتائب العربية في بلاد الشام بكتائب غالبية جنودها من الأتراك، وفصل الضباط العرب البارزين من وظائفهم وأرسلهم إلى مناطق بعيدة، وأخذ باعتقال الزعماء الوطنيين والمفكرين العرب والتنكيل بهم وتعذيبهم حتى الموت، وقد كانت باكورة هؤلاء إعدام عدد من المناضلين بأحكام عرفية باطلة في عدد من المناسبات.
قام جمال باشا بإعدام نخبة من المثقفين العرب من مختلف مدن سوريا ولبنان، فقد ساق السفاح لهم مختلف التهم التي تتراوح بين التخابر مع الاستخبارات البريطانية والفرنسية للتخلص من الحكم العثماني، إلى العمل على الانفصال عن الدولة العثمانية، وهو ما يقال أنه ما كان يسعى هو بنفسه إليه.
أحال جمال باشا ملفاتهم إلى محكمة عرفية في عاليه في جبل لبنان، حيث أديرت المحاكمة بقسوة وظلم شديدين، وبدون أن تحقق أدنى معايير المحاكمات العادلة والقانونية، صامّاً أذنيه عن جميع المناشدات والتدخلات التي سعت لإطلاق سراحهم، وخصوصاً تلك التي أطلقها الشريف حسين بن علي شريف مكة، الذي أرسل البرقيات إلى السفاح وإلى السلطان وإلى الصدر الأعظم، وأوفد ابنه الأمير فيصل بن الحسين إلى دمشق، وقابل السفاح ثلاث مرات في مسعى لإيقاف حكم الإعدام دون جدوى، إذ أن السفاح كان قد عقد النية على تنفيذ مخططه الرهيب.
نفذت أحكام الإعدام شنقاً على دفعتين: واحدة في 21 أغسطس/أب 1915 وأخرى في 6 مايو/أيار 1916 في كل من ساحة البرج في بيروت، فسميت ساحة الشهداء، وساحة المرجة في دمشق.
بقي أحمد جمال باشا السفاح ممعنا في غيه، إلى أن شعرت الدولة العثمانية بنتائج سياسته الفظيعة فنقلته من سوريا وعينت بدلاً منه جمال باشا المرسيني الشهير بالصغير.
قـُتل جمال باشا السفاح في مدينة تبليسي عام 1921 م على يد أرمني يدعى اسطفان زاغكيان، وقد روي عن طلعت بك زميل جمال باشا السفاح في جرائمه أنه خاطب زميله هذا بقوله: «لو أنفقنا كل القروض التي أخذناها لستر شرورك وآثامك لما كفتنا».

## المحاكمة
إثر اكتشاف السلطات العثمانية وثائق يطالب فيها وطنيون سوريون من الإنكليز والفرنسيين بالتخلص من الحكم العثماني إما بالالتحاق بالثورة العربية أو بالطلب من الفرنسيين احتلال لبنان، أقام والي الشام العثماني جمال باشا محكمة صورية في عاليه في جبل لبنان وأصدر احكاماً بالإعدام على عدد من الوطنيين في دمشق وبيروت. نفذت أحكام الإعدام شنقاً على دفعتين: واحدة في 21 أب 1915 وأخرى في 6 أيار 1916 في كل من ساحة البرج في بيروت، فسميت ساحة الشهداء، وساحة المرجة في دمشق.

## الشهداء

### شهداء الواحد والعشرين من آب 1915
- عبد الكريم الخليل، من الشياح قرب بيروت
- محمد المحمصاني، من بيروت
- محمود المحمصاني، من بيروت
- عبد القادر الخرسا، أصله من دمشق ومقيم في بيروت
- سليم أحمد عبد الهادي، من قرية عرّابة قرب جنين.
- محمود نجا العجم، من بيروت
- الشيخ محمد مسلّم عابدين، مأمور أوقاف اللاذقيّة من دمشق
- نايف تللو، من دمشق
- صالح حيدر، من أهالي بعلبك
- علي الأرمنازي، من حماة

### شهداء 6 أيار 1916 في دمشق
- شفيق بك مؤيد العظم، من دمشق
- الشيخ عبد الحميد الزهراوي، من حمص
- الأمير عمر الجزائري، حفيد الأمير عبد القادر الجزائري من دمشق
- سليم الجزائري، من دمشق
- شكري بك العسلي، من دمشق
- عبد الوهاب الإنكليزي، من دمشق
- رفيق رزق سلّوم، من حمص
- رشدي الشمعة، من دمشق

### شهداء 6 أيار 1916 في بيروت
- بترو باولي، من التابعية اليونانيّة، مقيم في بيروت
- جرجي الحداد، من جبل لبنان
- سعيد فاضل عقل، من الدامور
- عمر حمد، من بيروت
- عبد الغني العريسي، من بيروت
- الشيخ أحمد طبارة، إمام جامع النوفرة في بيروت
- محمد الشنطي اليافي، من يافا
- توفيق البساط، من صيدا
- سيف الدين الخطيب، من دمشق
- علي بن عمر النشاشيبي، من القدس
- محمود جلال البخاري، من دمشق
- سليم الجزائري، من دمشق
- أمين لطفي الحافظ، من دمشق
- نور الدين القاضي

### شهداء آخرون
وهناك العديد من الشهداء الآخرين منهم:
- الخوري يوسف الحايك، من سن الفيل في بيروت، أُعدم في دمشق يوم 22 آذار سنة 1915م.
- نخلة باشا المطران، من أهالي بعلبك أغتيل قرب أُورفه بالأناضول في 17 تشرين الأول سنة 1915م.
- الشقيقان فيليب وفريد الخازن من جونية بلبنان أُعدما ببيروت يوم الثاني من أيار سنة 1916م.
- عبد الله الظاهر، من عكار، أُعدم ببيروت يوم الأول من آذار سنة 1916م.
- يوسف الهاني، من بيروت، أُعدم ببيروت في نيسان سنة 1916م.
- محمد الملحم، شيخ عشيرة الحسنة، أُعدم بدمشق في أوائل سنة 1917م.
- فجر المحمود، من عشيرة الموالي، أُعدم بدمشق أوائل سنة 1917م.
- شاهر بن رحيل العلي، ابن الشيخ رحيل بن العلي السليمان شيخ عشيرة التركي، أُعدم بدمشق على أثر إعلان الثورة العربية الكبرى.
- الشيخ أحمد عارف، مفتي غزة، وولده، من مدينة غزة أُعدما في القدس الشريف سنة 1917م.
- الشقيقان أنطوان وتوفيق زريق، من طرابلس، أُعدما بدمشق سنة 1916م.
- يوسف سعيد بيضون، من بيروت، أُعدم بعاليه بلبنان يوم العاشر من شهر آذار سنة 1916م.